# فضيلة وبناتها
فضيلة وبناتها (بالتركية: fazilet hanım ve kızları)‏ هو مسلسل تركي عرض على قناة «ستار تي في» وعلى قناة الشرق مدبلجاً بالعربية وقنوات أخرى. يصف معاناة الأم فضيلة في تربية بناتها بلا أب وبظروف مادية صعبة.

## قصة المسلسل
تدور أحداث المسلسل حول عائلة فضيلة المرأة التي تحاول أن تنهض بعائلتها وتنتشل بناتها بعيداً عن حياة الفقر تستمر في المحاولات في كسب الرزق بطرق عملية.
تحاول فضيلة تزويج بناتها من رجال أغنياء، فالابنة الصغرى ايجا تتصف بالجمال. أما الابنة الكبرى تشكل العائق الكبير في حياة فضيلة، في تصرفاتها الذكورية.

## أبطال المسلسل
| اسم الممثل   | دوره  | معلومات |
| ------------ | ----- | --- |
| دينيز بايسال | هازان | هازان الابنة الكبرى لفضيلة، ذات شخصية ذكورية، تحاول ان تحل محل الاب في الاسرة. لاحقاً تحب شاباً غنيا يدعى سنان وتبدأ الأحداث حول ذلك.                                                    |
| افرا ساراتش  | ايجه  | الابنة الثانية لفضيلة، تتصف بالجمال تحب ابن جيرانها الفقير في الحي الشعبي وأمها لا ترغب به وتحاول تفريقهما ومنع علاقتهما فيهربان وتحمل منه وتعود لامها فتزوجها برجل غني وتبدأ الأحداث. |
| نازان كيسال  | فضيلة | تزوجت برجل رغما عنها وانجبت منه هازان وايجه وبعد وفاة زوجها اجبرت على تربية بناتها وحدها وكانت تحاول تزويجهن بالاغنياء.                                                                |

## وصلات خارجية
- فضيلة وبناتها على موقع IMDb (الإنجليزية)
- فضيلة وبناتها على موقع كينوبويسك (الروسية)
- فضيلة وبناتها على موقع قاعدة بيانات الفيلم (الإنجليزية)